# Membracis fusifera
Membracis fusifera är en insektsart som beskrevs av Walker. Membracis fusifera ingår i släktet Membracis och familjen hornstritar. Inga underarter finns listade i Catalogue of Life.